# Team PCB
Team PCB było ugrupowaniem w profesjonalnym wrestlingu występującym w federacji WWE. Członkiniami PCB były Paige, Charlotte i Becky Lynch, grupa zadebiutowała 13 lipca jako część „rewolucji” w dywizji Div. Paige opuściła Team PCB w październiku 2015, a Charlotte w styczniu 2016, tym samym rozwiązując grupę.

## Historia
13 lipca 2015 roku Stephanie McMahon ogłosiła „rewolucję” w dywizji Div. Debiutujące w głównym rosterze Charlotte i Becky Lynch dołączyły do Paige, rywalizującej wówczas z Team Bella (Alicia Fox, Brie i Nikki Bella), a również debiutująca tego dnia mistrzyni kobiet NXT, Sasha Banks, dołączyła do Taminy i Naomi. Drużyna Paige, Charlotte i Becky oryginalnie nazwana została „Submission Sorority”, jednak po odkryciu strony pornograficznej o tej samej nazwie, ugrupowanie zostało przechrzczone na „Team PCB”. Na Battleground odbył się Triple Threat Match, w którym reprezentująca PCB Charlotte zwyciężyła nad Sashą Banks z Team B.A.D. i Brie Bellą z Team Bella. W późniejszych tygodniach Paige dwukrotnie przegrała walki z Sashą Banks. Wszystkie trzy drużyny zawalczyły ze sobą w Triple Theat Team Elimination Matchu na SummerSlam, starcie wygrało PCB. 31 sierpnia na Raw wszystkie członkinie Team PCB wzięły udział w pierwszym w historii „Divas Beat The Clock Challenge” o miano pretendentki do tytułu WWE Divas Championship. Wyzwanie wygrała Charlotte i odebrała pas mistrzowski z rąk Nikki Belli na Night of Champions. Tymczasem Paige rywalizowała z Sashą Banks, przegrała z nią dwukrotnie, 7 i 14 września na Raw, a ich pojedynek 10 września na SmackDown zakończył się no-contestem.
Podczas świętowania zdobycia tytułu przez Charlotte, 21 września na Raw, Paige wygłosiła promo, w którym skrytykowała swoje koleżanki z drużyny i resztę dywizji Div, w tym Natalyę, przechodząc tym samym heel turn. W październiku próbowała naprawić swoje relacje z resztą Team PCB, jednak ostatecznie zaatakowała je 26 października na Raw i odeszła z PCB. Na Survivor Series Charlotte obroniła swój pas mistrzowski w walce przeciwko Paige. 30 listopada Charlotte pokonała Becky Lynch dzięki udaniu kontuzji nogi i pomocy ojca. Od tej pory przyjaźń między Becky a Charlotte zaczęła się rozpadać.
Na TLC: Tables, Ladders and Chairs Charlotte ponownie obroniła swój pas w pojedynku z Paige. 4 stycznia Becky Lynch wygrała walkę rewanżową z Charlotte, ta jednak zaatakowała ją po zakończeniu pojedynku, przechodząc heel turn, co spowodowało odejście Charlotte z grupy i zakończyło działalność Team PCB.
Na następnym SmackDown Becky otrzymała szansę zdobycia tytułu Divas Championship, jednak to Charlotte wyszła zwycięsko z tego starcia, po interwencji Rica Flaira w pojedynek. Lynch nie wykorzystała też szansy zdobycia mistrzostwa na Royal Rumble.

## Ruchy używane we wrestlingu
- Finishery
  - Paige
    - PTO  – Paige Tapout (Inverted sharpshooter z double chickenwing)
    - Ram-Paige (Cradle DDT)

  - Charlotte
    - Figure Eight Leglock (Bridging figure-four leglock)
    - Bow Down To The Queen/Natural Selection (Somersault cutter do przodu)

  - Becky Lynch
    - Dis-arm-her (Fujiwara armbar)
- Managerowie
  - Ric Flair
- Motywy muzyczne
  - „Stars in the Night” od CFO$ (Paige)
  - „Recognition” od CFO$ (Charlotte)
  - „Celtic Invasion” od CFO$ (Becky Lynch)

## Mistrzostwa i osiągnięcia
- Wrestling Observer Newsletter
  - Worst Feud of the Year (2015) Team PCB vs. Team B.A.D. vs. Team Bella

- WWE
  - WWE Divas Championship (1 raz) – Charlotte